# 蒂雷納的冬季戰役
蒂雷納的冬季戰役是法國大元帥蒂雷納子爵於1674年至1675年的一系列行軍和交戰的統稱，發生於法國阿爾薩斯地區。神聖羅馬帝國軍隊在恩賽姆戰役失利後，很快就得到大選侯腓特烈·威廉的增援，帝國軍隊的人數優勢提高至法軍三倍，蒂雷納被迫向薩韋爾訥撤退，帝國軍隊嘗試追擊但被法軍龍騎兵阻擊，雙方隨後都進入冬季營地修整。
蒂雷納此時打算打破當時的軍事慣例，在冬季時對敵軍發動奇襲。他在法軍駐地加強防禦並部署大量守軍，使帝國軍隊相信法軍如同他們一樣正在修整。蒂雷納在12月初率領部隊越過孚日山脉，在越過山脈時將軍隊分成數個部隊，按照他精心策劃的路線行動，整體的部隊動向僅有他一人知曉。3個星期後，所有部隊成功在預計的地點會合。12月27日，法軍抵達貝爾福。12月29日，蒂雷納親率的3,000人先遣騎兵在米盧斯戰役中擊潰帝國軍隊，共有1,000名帝國士兵在混亂中被俘，而法軍僅有60人傷亡。1675年1月5日，法軍在蒂爾凱姆戰役中擊敗帝國軍隊，徹底將其逐出阿爾薩斯地區。
這場冬季戰役被認為是蒂雷納子爵輝煌的軍事生涯中最出色的戰役。他在戰役中成功在沒有大規模交戰下將兩倍兵力的帝國軍隊逐出阿爾薩斯，瓦解了反法聯軍在兩年多中在萊茵河地區的努力。當法軍於阿爾薩斯的消息傳開後，蒂雷納的聲譽達到了頂峰，在他歸國時幾乎在每個經過的城鎮都受到歡呼。路易十四親自在宮廷向他喝采，並逼迫他的死對頭盧福瓦侯爵向他道歉。部分軍事評論家認為：「蒂雷納的冬季戰役是最協調一致的戰略行軍之一，也是歷史上最偉大的戰役之一」。